# Adelaide av Bourbon-Orléans
Eugène Adélaïde Louise Orléans, Prinsessa av Orléans, född 23 augusti 1777 och död 31 december 1847 i Tuileriepalatset, Paris, var en fransk prinsessa, salongsvärdinna och opinionsbildare. Dotter till Philippe Égalité och Louise Marie Adelaide av Bourbon och syster till kung Ludvig Filip I av Frankrike. Hon utövade stort inflytande över statens affärer under Ludvig Filips regeringstid. 

## Biografi

### Tidigt liv
Adélaïde uppfostrades under uppsyn av sin guvernant Félicité de Genlis, som gav henne varaktiga liberala värderingar. På faderns order emigrerade de Genlis med henne till Schweiz under franska revolutionen 1792. 
Från 1798 levde hon med sin släkting Maria Fortunata d'Este, först i Bayern och därefter Bratislava innan hon bosatte sig med sin mor i Barcelona 1801. Hon närvarade vid sin brors bröllop med Maria Amalia av Neapel och Sicilien i Palermo 1809, och levde sedan tillsammans med dem. Adélaïde beskrivs som djupt lojal mot sin bror, som i gengäld litade på hennes lojalitet, anförtrodde henne sina bekymmer, och alltmer kom att lita på hennes råd. Hon kallades för sin brors trognaste vän och musa, och rapporteras ha haft stort inflytande över honom.   
Efter Napoleons nederlag 1814 återvände hon tillsammans med broderns familj till Paris, där hon gjorde deras bostad i Palais-Royal till en samlingsplats för den liberala oppositionen, vars press och företrädare hon också understödde finansiellt. Hennes mål var en konstitutionell monarki, och genom sin salong skapade hon politiska kontakter för att samla stöd för brodern som kandidat till tronen i en konstitutionell monarki.

### Ludvig Filips regeringstid
Adélaïde var efter julirevolutionen 1830, då hon ska ha uppmanat brodern att acceptera kronan, ett viktigt stöd för sin bror Ludvig Filip under hans regeringstid. När revolutionen bröt ut i Paris 1830 befann sig familjen Orléans på sin lantegendom i Neuilly. Maria Amalia var förtvivlad över revolutionen, medan Adelaide uppmuntrade Ludvig Filip att inta platsen som ledare för den liberala oppositionen mellan absolut monarkin och republik, och erbjuda sig som kandidat för en konstitutionell monarki. Då rykten cirkulerade om att rojalisterna planerade att tillfångata Ludvig Filip, flydde han till Raincy och barnen skickades till Villiers-Coterets, medan däremot Maria Amalia och hennes svägerska Adelaide stannade kvar på Neuilly. 
När en delegation bestående av bland annat Thiers anlände till Neuilly och erbjud Ludvig Filip kronan, avvisade Maria Amalia förslaget som en förolämpning till en hederlig man som hennes make, som aldrig skulle begå ett sådant förräderi mot sin egen släkt. Adelaide däremot svarade att hennes bror av kärlek till sitt land skulle acceptera även platsen som president för att förhindra anarki, och Thiers accepterade då Adelaides svar som det slutliga svaret, framför Maria Amalias. Strax därefter kallades Ludvig Filip till Paris där parlamentet öppet erbjöd honom kronan, ett erbjudande han accepterade. Han ska ha accepterat förslaget till stor del på grund av Adelaide. 
Under Ludvig Filips regeringstid besökte han regelbundet Adélaïde varje dag, diskuterade statens och familjens angelägenheter med henne och följde hennes råd. Hennes död två månader före hans avsättning uppfattades av honom som en katastrof.